# Мано, Александра
Александра Мано (алб. Aleksandra Mano; 1924, Постенан, Корча — 2005, Тирана) — албанский археолог. Она внесла значительный вклад в изучение иллирийской археологии.

## Биография
Александра Мано родилась 22 апреля 1924 года в Постенане, Лесковик, Албания. Получив начальное и среднее образование, она поступила в университет в Тиране.
В 1955 году, окончив историко-географический факультет Тиранского университета, она начала научную карьеру в области археологии в Академии наук Албании, специализируясь в первую очередь на изучении древней керамики.
На протяжении всей своей карьеры Александра Мано руководила раскопками в нескольких городах Албании, включая Аполлонию, Влёру, Дуррес, Димал, Орикум и Люшне, внося значительный вклад в изучение истории и культуры Иллирии.
В 1975 году она была назначена директором сектора археологии Института исторических исследований Албании. В следующем, 1976 году, она стала первым директором Центра археологических исследований (Академии албанологических исследований), и занимала эту должность до выхода на пенсию.
Наиболее ценный её вклад связан с иллирийской керамикой, в ходе своих исследований она тщательно документировала и классифицировала различные её типы, внеся значительный вклад в понимание хронологии и развития Иллирии. Она была одной из основательниц Албанского археологического общества и на протяжении многих лет была редактором его журнала «Илирия».
Александра Мано умерла в Тиране 10 августа 2005 года.

## Избранные публикации
- Mano, Aleksandra (1976). Les rapports commerciaux d'Apollonie avec l'arrière-pays illyrien. Iliria. 4 (1): 307–316. doi:10.3406/iliri.1976.1191.
- Mano, Aleksandra (1983). Problemi della colonizzazione ellenica nell'Illiria meridionale. Publications de l'École Française de Rome. 67 (1): 227–238.
- Mano, Aleksandra (1998). Evoluimi i mendimit arkeologjik shqiptar për kolonizimin helen në Ilirinë e Jugut / The Evolution of the Albanian Archaeological Thinking about the Hellenic Colonization of Southern Illyria. Iliria. 28 (1): 129–137. doi:10.3406/iliri.1998.1693.<
- Mano, Aleksandra (1999). Teatri Antik i Apolonisë / The Ancient Theatre of Apolonia. Iliria. 29 (1): 183–210. doi:10.3406/iliri.1999.1712.
- Mano, Aleksandra (2003). Apolonia nëpër analet e historisë / Apollonia dans les annales de l'histoire. Iliria. 31 (1): 149–162. doi:10.3406/iliri.2003.1049.
- Apollonia e Ilirisë (2006) OCLC 84153031